# Memoriał Adolfa Anderssena

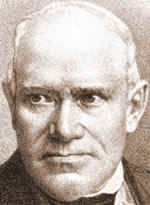
Adolf Anderssen

Memoriał Adolfa Anderssena – rozgrywany od 1992 r. we Wrocławiu turniej szachów szybkich, poświęcony pamięci Adolfa Anderssena (1818–1879), urodzonego i zmarłego w tym mieście niemieckiego szachisty.
W 1968 r. Federacja Szachowa Republiki Federalnej Niemiec zorganizowała w Büsum turniej z okazji 150. rocznicy urodzin Adolfa Anderssena. W turnieju, rozegranym w silnej obsadzie międzynarodowej (16 uczestników), zwyciężył Robert Hübner (11 pkt) przed Georgim Tringowem (10½ pkt) oraz Albericem O’Kellym de Galwayem, Bruno Parmą, Hansem-Joachimem Hechtem, Atanasem Kołarowem i Arturo Pomarem Salamancą (wszyscy po 9 pkt). W następnym roku odbył się drugi i ostatni turniej memoriałowy (również z udziałem 16 zawodników, w tym kilku ze światowej czołówki), zakończony zwycięstwem Benta Larsena (11 pkt) przed Lwem Poługajewskim (10½ pkt), Mathiasem Geruselem (9½ pkt), Svetozarem Gligoriciem (9 pkt) oraz Borislavem Ivkovem i Aleksandrem Zajcewem (obaj po 8½ pkt).

## Zwycięzcy dotychczasowych memoriałów
| Lp | Rok  | Mężczyźni            | Kobiety                      |
| -- | ---- | -------------------- | ---------------------------- |
| 1  | 1992 | Franciszek Borkowski |                              |
| 2  | 1993 | Zbigniew Jaśnikowski |                              |
| 3  | 1994 | Robert Kuczyński     |                              |
| 4  | 1995 | Piotr Murdzia        |                              |
| 5  | 1996 | Tomasz Markowski     |                              |
| 6  | 1997 | Tomasz Markowski     |                              |
| 7  | 1998 | Bartosz Soćko        |                              |
| 8  | 1999 | Michał Krasenkow     |                              |
| 9  | 2000 | Mirosław Perdek      |                              |
| 10 | 2001 | Łukasz Cyborowski    |                              |
| 11 | 2002 | Krzysztof Jasik      |                              |
| 12 | 2003 | Paweł Jaracz         | Jolanta Zawadzka             |
| 13 | 2004 | Ołeksandr Kowczan    | Edyta Andrzejewska           |
| 14 | 2005 | Wadim Małachatko     | Joanna Majdan                |
| 15 | 2006 | Radosław Wojtaszek   | Marta Zielinska              |
| 16 | 2007 | Tomasz Markowski     | Monika Soćko                 |
| 17 | 2008 | Michał Krasenkow     | Joanna Majdan                |
| 18 | 2009 | Bartłomiej Macieja   | Anna Muzyczuk                |
| 19 | 2010 | Daniel Fridman       | Nazi Paikidze                |
| 20 | 2011 | Tomasz Markowski     | Joanna Dworakowska           |
| 21 | 2012 | Dawid Arutinian      | Karina Szczepkowska-Horowska |
| 22 | 2013 | Wojciech Moranda     | Jolanta Zawadzka             |